# Caballo de fuerza

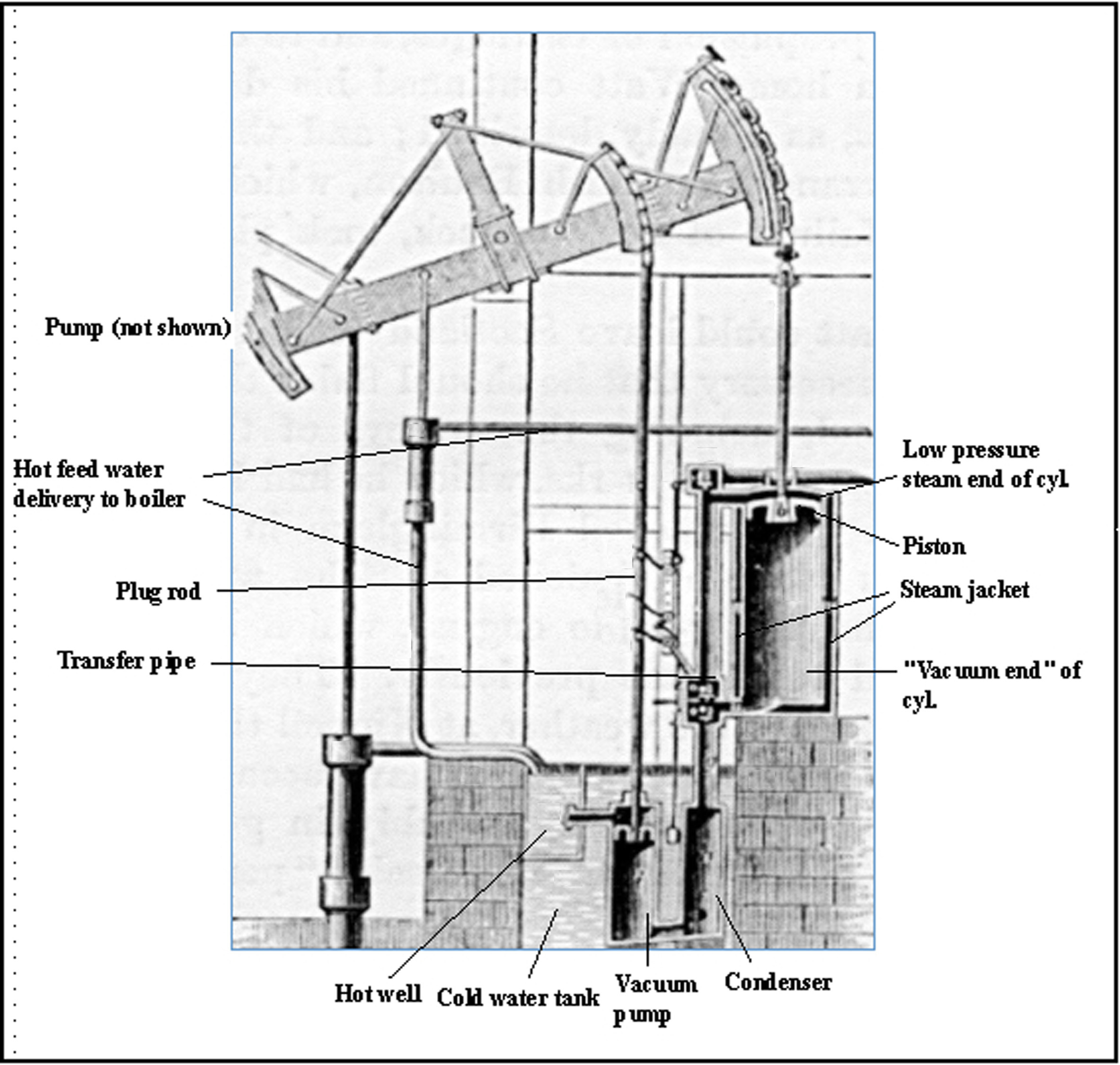
Máquina de vapor de James Watt.

El caballo de fuerza, también llamado caballo de potencia porque realmente es una medida de potencia y no de fuerza, es el nombre de varias unidades de medida de potencia utilizadas en el sistema anglosajón. Se denota con hp, HP o Hp, del término inglés horsepower, expresión que fue acuñada por James Watt en 1782 para comparar la potencia de las máquinas de vapor con la potencia de los caballos de tiro. Más tarde se amplió para incluir la potencia de salida de los otros tipos de motores de pistón, así como turbinas, motores eléctricos y otro tipo de maquinaria.
También se denota con PS, abreviación de la palabra alemana Pferdestärke que se traduce literalmente como fuerza de caballo.
La definición de la unidad varía entre regiones geográficas. La mayoría de los países utilizan ahora la unidad del SI de vatio para la medición de la potencia.

## Definición
Existen diferentes unidades de caballos de fuerza o horsepower:
- El caballo de fuerza mecánico (en inglés, mechanical horsepower o imperial horsepower). Se define como la potencia necesaria para levantar un peso de 33 000 libras-fuerza (14 968.548 21 kgf) a 1 pie de altura en 1 minuto. Equivale aproximadamente a 745.7 vatios.
- El caballo de fuerza métrico o caballo de vapor (en inglés, metric horsepower). Es el utilizado en la Europa continental y en la mayoría de los países, ya que se calcula utilizando unidades del Sistema Internacional. Se define como la potencia necesaria para levantar un peso de 75 kilogramos-fuerza (o kilopondios) a 1 metro de altura en 1 segundo. Equivale aproximadamente a 735.5 vatios. Fue definido para tener una unidad de medida en el sistema métrico muy similar al horsepower anglosajón.
- El caballo de fuerza de caldera (en inglés, boiler horsepower o BHP). Se utiliza para clasificar la capacidad de una caldera de entregar vapor a un motor de vapor. Se define como la tasa de calor necesaria para evaporar 34.5 libras (15.6 kg) de agua a 212 grados Fahrenheit (100 °C) en 1 hora. Equivale a 9 809.50 vatios.[1]

## Origen
El caballo de fuerza es una unidad que fue propuesta a finales del siglo XVIII por el ingeniero escocés James Watt, quien mejoró, diseñó y construyó máquinas de vapor, además de promover el uso de éstas en variadas aplicaciones. 
Watt propuso esta unidad para expresar la potencia que podía desarrollar la novedosa máquina de vapor (en su época), con respecto a la potencia que desarrollaban los caballos. Estos animales eran las «máquinas» de trabajo que se usaban ampliamente para mover molinos, levantar cargas, mover carruajes y muchas otras actividades. Tras varios experimentos y aproximaciones de cómo medir y expresar la potencia de los caballos, James Watt estimó que un caballo podía levantar 330 libras-fuerza a una altura de 100 pies en un minuto.
Siendo:
{\displaystyle {\rm {Potencia={\frac {trabajo}{tiempo}}={\frac {fuerza\times distancia}{tiempo}}}}}
Entonces:
{\displaystyle 1\,\mathrm {HP} ={\frac {(330{\mbox{ lbf}})(100{\mbox{ pie}})}{1\ {\mbox{min}}}}=33000{\frac {{\mbox{lbf}}\cdot {\mbox{pie}}}{\mbox{min}}}}
o, lo que es lo mismo:
{\displaystyle 1\,\mathrm {HP} =550{\frac {{\mbox{lbf}}\cdot {\mbox{pie}}}{\mbox{s}}}}
Recuérdese que la definición de esta unidad de potencia, el HP, es una estimación que representa la potencia que desarrollan los caballos en varias aplicaciones o usos.

## Uso
Pese a no pertenecer al sistema métrico, se sigue utilizando en muchos países de influencia anglosajona, especialmente para referirse a la potencia de los motores, tanto de combustión interna como eléctricos. Su magnitud es similar al caballo de vapor (CV), pero no exactamente equivalente. En el caso de los motores fabricados en países no anglosajones, suele utilizarse el CV como medida de referencia.
Los valores de los distintos caballos de potencia y conversiones son:
| Caballo de fuerza mecánico (Mechanical horsepower o Imperial horsepower) hp(I) | ≡ 33 000 lbf⋅pie/min= 550 lbf⋅pie/s ≈ 17 696 lbm⋅pie2/s3 = 745.699 871 582 270 22 W ≈ 1.013 9 CV |
| Caballo de fuerza métrico o Caballo de vapor (Metric horsepower) hp(M) o CV    | ≡ 75 kgf⋅m/s= 735.498 75 W ≈ 542.476 04 lbf⋅pie/s ≈ 0.986 3 hp(I)                                |
| Caballo de fuerza eléctrico (Electrical horsepower) hp(E)                      | ≡ 746 W                                                                                          |
| Caballo de fuerza de caldera (Boiler horsepower) hp(S) o BHP                   | ≡ 9 809.50 W ≈ 33 471.40 BTUIT/h ≈ 13.154 76 hp(I)                                               |

## Equivalencias
Cuando el uso de esta unidad se extendió por Europa a principios del siglo XIX se adoptaron valores distintos para su equivalencia con otras unidades de potencia, diferencias que no se explican de forma satisfactoria con el uso de los valores locales del pie y la libra.
| Símbolo            | País        | Valor (lbf·pie/s) | Equivalencia (W)       |
| ------------------ | ----------- | ----------------- | ---------------------- |
| HP (horsepower)    | Inglaterra  | 550               | 745.699 871 582 270 22 |
| PS (pferdestärke)  | Austria     | 430               | 746.472                |
| PS (pferdestärke)  | Prusia      | 480               | 738.686                |
| PS (pferdestärke)  | Sajonia     | 530               | 735.940                |
| PS (pferdestärke)  | Hannover    | 516               | 739.039                |
| PS (pferdestärke)  | Württemberg | 525               | 737.852                |
| PS (pferdestärke)  | Baden       | 500               | 735.49875              |
| PK (paardenkracht) | Holanda     | 500               | 735.49875              |
| CV                 | Métrico     | 500               | 735.49875              |

## Indicated horsepower
Indicated horsepower, abreviado ihp, traducido al español como «caballos de fuerza indicados » es la medida de la potencia teórica de un motor alternativo si no tiene ninguna fricción al convertir la energía del gas en expansión (presión del pistón × desplazamiento) en los cilindros. Se calcula a partir de las presiones desarrolladas en los cilindros, medidas por un dispositivo llamado indicador del motor (de ahí el sobrenombe). A medida que el pistón avanza a lo largo de su carrera, la presión contra el pistón generalmente disminuye y el dispositivo indicador generalmente genera un gráfico de presión versus carrera dentro del cilindro de trabajo. A partir de este gráfico se puede calcular la cantidad de trabajo realizado durante la carrera del pistón.
Los caballos de fuerza indicados eran una mejor medida de la potencia del motor que los caballos de fuerza nominales (nhp) porque tenían en cuenta la presión del vapor. Pero a diferencia de medidas posteriores, como la potencia del eje (shp) y la potencia del freno (bhp), no tuvo en cuenta las pérdidas de potencia debidas a las pérdidas por fricción interna de la maquinaria, como el deslizamiento de un pistón dentro del cilindro, más la fricción de los cojinetes, transmisión y engranajes de la caja de cambios, etc.

## Brake horsepower
Brake horsepower, abreviado bhp, traducido al español como «potencia al freno», es la medida de la  potencia del motor sin la pérdida de potencia provocada por la caja de cambios, el generador, diferencial, la bomba de agua, y otros componentes auxiliares como el alternador, la bomba de dirección hidráulica, el sistema de silenciador de escape, etc. «Brake» se refiere a un dispositivo que se utiliza para cargar un motor y mantenerlo a un régimen de revoluciones (RPM) deseado. Durante el ensayo, la salida del par y la velocidad de rotación se miden para determinar el brake horsepower. La potencia se mide mediante un indicador (una invención de James Watt a finales del siglo XVIII) y, posteriormente, por medio de un freno de Prony conectado al eje de palier del motor. Más recientemente, se utiliza un dinamómetro para motores en lugar de un freno de Prony. El rendimiento transmitido a las ruedas motrices es inferior al que pueda obtenerse en el cigüeñal del motor.

## Shaft horsepower
Shaft horsepower, abreviado shp, traducido al español como «potencia al eje», es la medida de la potencia del motor entregada al eje de la hélice de un buque impulsado por motores diésel o de propulsión nuclear, o de un avión propulsado por un motor de pistón o una turbina de gas, y los rotores de un helicóptero. Esta potencia al eje se puede medir con instrumentos o se puede estimar a partir de la potencia indicada y un cálculo normalizado para las pérdidas sufridas en el tren de transmisión (las cifras normales están alrededor del 10 %). Esta medida no se usa en la industria del automóvil, ya que en ese contexto las pérdidas sufridas en el tren de transmisión pueden ser significativas.